# USK Prag

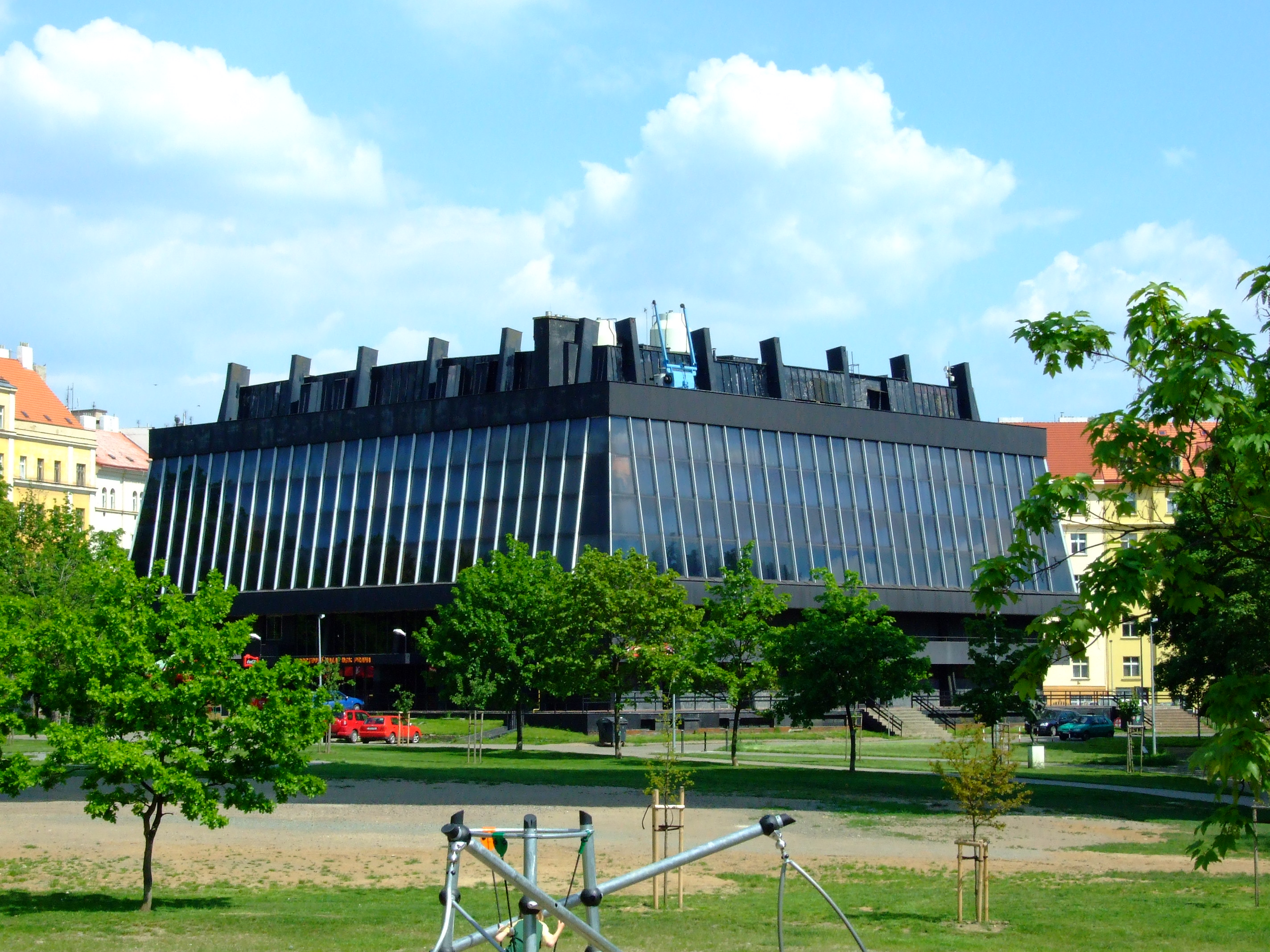
Hala Folimanka

Univerzitní Sportovní Klub Praha (deutsch Universitäts-Sportklub Prag; kurz USK Prag) ist ein tschechischer Basketballverein aus Prag. Er ist Teil des hauptsächlich durch Fußball bekannten Klubs SK Slavia Prag.

## Geschichte
Der Verein wurde 1953 als Slavia Prag gegründet. In der damaligen Tschechoslowakei wurde Slavia elfmal Basketball-Meister. In diese Zeit fallen auch große europäische Erfolge, wie der Gewinn des Europapokal der Pokalsieger, den Slavia 1969 gewann. Zwei Jahre vorher scheiterte man noch im Finale um diesen Pokal. 1966 stand der Verein gar im Finale um den wichtigsten Europapokal im Basketball, den Europapokal der Landesmeister. Dieses Endspiel verlor man 72:77 gegen Olimpia Milano. USK Prag, wie der Klub seit 1995 heißt, ist Gründungsmitglied der neu errichteten Národní basketbalová liga (National Basketball League), der höchsten Liga Tschechiens, aus der man bisher nie abstieg. In den Jahren 2000 und 2001 gewann USK seine ersten beiden eigenen Meistertitel.

## Spielstätte
Der Verein trägt seine Heimspiele in der 1.300 Plätze umfassenden Hala Folimanka aus.

## Namensgeschichte
- Slavia ITSV
- Slavia VS
- Slavia VS Autoskoda
- Slavia VS
- Vysoke skoly
- USK-Trident
- USK Prag

## Erfolge
- Tschechischer Meister (2000, 2001)

als Slavia Prag:
- 11× Tschechoslowakischer Meister
- Sieger des Europapokal der Pokalsieger (1969)
- Vizesieger des Europapokal der Landesmeister (1966)
- Vizesieger des Europapokal der Pokalsieger (1967)

## Bekannte ehemalige Spieler
- Jiří Zídek Sr.
- Vlastibor Klimeš
- Tomáš Satoranský (2006–09)
- Luboš Bartoň (2012–13)